# Asparagine
Asparagine (afgekort tot Asn of N) is een van de twintig natuurlijk voorkomende aminozuren. De naam werd afgeleid van asperge. In 1806 werd dit aminozuur door Nicolas-Louis Vauquelin en Jean-Pierre Robiquet voor het eerst uit het sap hiervan geïsoleerd. Het was het eerste aminozuur dat ooit werd geïsoleerd.
De reactie tussen asparaginezuur en reducerende suikers of reactieve carbonylverbindingen leidt tot vorming van acrylamide in voeding, wanneer deze voldoende worden verhit. Zo wordt acrylamide gevormd bij onder meer frieten, aardappelchips en geroosterde koffiebonen.
Asparagine wordt gecodeerd door de codons AAU en AAC.

## Biosynthese
De precursor bij de biosynthese van asparagine is oxaloacetaat. Dit wordt omgezet naar het aspartaat door middel van het enzym transaminase. Dit enzym verplaatst de aminogroep van glutamaat naar het oxaloacetaat, waardoor dit glutamaat wordt omgezet in α-ketoglutaraat. Het enzym asparaginesynthetase zet het gevormde aspartaat daarna om naar asparagine, met verbruik van ATP (dat wordt omgezet naar AMP en pyrofosfaat) om het aspartaat te activeren. Hierbij wordt β-aspartyl-AMP gevormd, een tijdelijk complex van dit aspartaat en het gevormde AMP. Tijdens deze reactie wordt ook de ammoniumgroep van glutamine overgeplaatst naar dit complex, waardoor asparagine en vrij AMP ontstaan. Glutamine wordt hierbij omgezet naar glutamaat.

## Structuur en voorkomen in een eiwit
Hoewel de stikstofgroep bij neutrale pH niet geladen is, is asparagine wel degelijk polair. Het relatieve gemak waarmee stikstof elektronen afstaat leidt tot een grote bijdrage van de carbonzuuramidegroep aan de structuur van het residu. Om deze reden wordt asparagine vaak in het reactieve centrum van enzymen aangetroffen. Aangezien het residu waterstofbruggen kan vormen met bepaalde andere residuen uit de peptideketen, wordt asparagine vaak aangetroffen aan het begin en op het einde van α-helices en in felle krommingen van de β-sheets. Glutamine, het verwante aminozuur met een extra methyleengroep, is hiervoor minder geschikt wegens de grotere conformationele entropie.
Bij glycosylering van een peptideketen wordt de suikergroep altijd aan het stikstofatoom uit de restgroep van asparagine gebonden. Vandaar de term N-gekoppelde glycosylering.

### Chiraliteit
Zoals de meeste natuurproducten is asparagine chiraal. Moleculen geproduceerd door enzymen zijn heel vaak stereospecifiek. Asparagine heeft twee enantiomeren: L-(S)-asparagine en D-(R)-asparagine. Het grote verschil tussen de twee is de smaak. L-asparagine smaakt bitter, D-asparagine smaakt zoet.
Asparagine komt, zoals de meeste andere aminozuren, in de natuur echter bijna enkel voor in de L-vorm. De D-vorm kan gevormd worden in sommige bacteriën.

## Eigenschappen
De zuurconstanten van asparagine zijn:
- pKa1 (carboxylgroep) = 2,02
- pKa2 (aminegroep) = 8,80

Het iso-elektrisch punt ligt bij pH 5,41.

## Natuurlijk voorkomen
Asparagine komt voor in onder andere asperges, zuivelproducten, vlees, vis, aardappelen, groenten, noten en zaden.

## Toepassingen
Asparagine zou een bloedzuiverende werking hebben, en het speelt een belangrijke rol bij de afbraak van gifstoffen uit het lichaam. Asparagine nemen na het drinken van alcohol zou de afbraak van de alcohol versnellen, maar deze claim is twijfelachtig.
Asparagine kan in cosmetica gebruikt worden in haar- en huidconditioners, of als antistatische stof of als maskerende stof van andere geuren of kleuren.